# Attichy
 Attichy  là một xã thuộc tỉnh Oise trong vùng Hauts-de-France phía bắc Pháp. Xã này nằm ở khu vực có độ cao trung bình 47 mét trên mực nước biển.

## Giáp ranh, phụ cận
Thị trấn lớn: Beauvais.
Các xã gần Attichy: Compiègne, Beauvais, Reims.
Các làng gần xã Attichy: Couloisy, Jaulzy, Bitry, Berneuil-Sur-Aisne, Croutoy, Saint-Pierre-Les-Britry, Trosly-Breuil.